# Areografie

Topografische Karte des Mars. Die blauen Regionen befinden sich unterhalb des festgelegten Nullniveaus, die roten oberhalb

Areografie oder Areographie (von altgriechisch Άρης Ares für Mars und altgriechisch γράφειν gráfein für beschreiben) bezeichnet die Geografie des Mars, also die Untersuchung, Beschreibung und Kartierung der Oberflächenstrukturen des vierten Planeten des Sonnensystems.
Seine nördliche und seine südliche Hälfte unterscheiden sich deutlich voneinander, was als Dichotomie des Mars bezeichnet wird: die Nordhalbkugel besteht überwiegend aus einer einzigen Tiefebene, während die südliche Hemisphäre um fünf Kilometer über dem Niveau der nördlichen Ebenen liegt.

## Geodätische und kartografische Definitionen

### Koordinaten

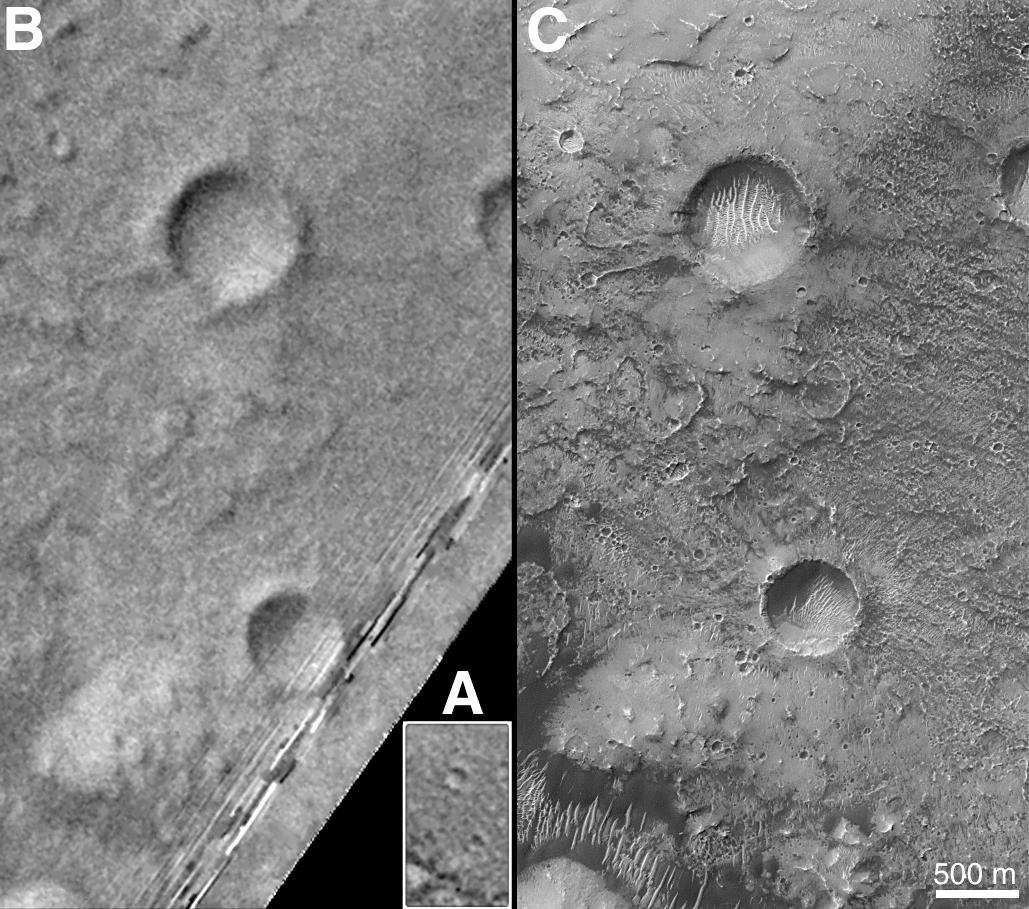
Drei Aufnahmen von Airy-0 (der größere Krater jeweils in der oberen Bildmitte), A aufgenommen von Mariner 9, B von Viking 1 und C von Mars Global Surveyor

Wie auf der Erde werden ellipsoidische Koordinaten verwendet, die man aber bei höherer Genauigkeit wegen der Dichotomie nicht auf ein (zweiachsiges) Rotationsellipsoid, sondern auf ein dreiachsiges Ellipsoid beziehen muss. Sie heißen areografische Koordinaten; ihre Breitengrade werden von dem durch die Rotation festgelegten Äquator gezählt, alle Längenkreise gehen durch die zwei Rotationspole. Der Nullmeridian ist definiert durch den kleinen (Durchmesser 500 m), etwas südlich des Marsäquators liegenden Krater Airy-0. Dieser liegt innerhalb des größeren Kraters Airy, benannt nach dem englischen Astronomen George Biddell Airy, dessen Festlegung des irdischen Nullmeridians durch die Mitte des Royal Greenwich Observatory 1884 international übernommen wurde.
Airy wiederum liegt innerhalb der „Meridianbucht“ (Sinus Meridiani), die von der Erde aus auffällig dunkel erscheint. Sie wurde von den deutschen Astronomen Wilhelm Beer und Johann Heinrich Mädler in den 1830er Jahren als Beobachtungsmerkmal verwendet, um die Rotationsdauer des Mars zu bestimmen. Dieses von ihnen schlicht „A“ genannte Merkmal wurde 1877 von Giovanni Schiaparelli zur Festlegung des Nullmeridians für seine Marskarten verwendet. Die Daten von Mariner 9 erforderten 1972 eine genauere Definition, wofür man den Krater Airy-0 wählte.

### Höhe
Frühere topografische Modelle definierten das Nullniveau über den Atmosphärendruck, und zwar wurde ein Druck von 6,1 mbar als Referenzdruck gewählt. Dieser Wert entspricht in etwa dem durchschnittlichen Druck in der Marsatmosphäre und zufälligerweise auch dem Tripelpunkt des Wassers. Dies bedeutet, dass auf der Marsoberfläche nur an Orten unterhalb des Nullniveaus Wasser in flüssiger Form theoretisch vorkommen kann.
Bei einer Definition des Nullniveaus über den Atmosphärendruck führen jedoch vor allem saisonale Bewegungen in der Marsatmosphäre zu Inkonsistenzen. Deshalb wurde entsprechend dem Geoid auf der Erde ein Areoid festgelegt, das durch eine Äquipotentialfläche der Schwere definiert ist. Diese Definition wurde in Beziehung zur bisher verwendeten Definition über den Druck von 6,1 mbar gewählt.